# Liden tvetand
Liden tvetand (Lamium amplexicaule) er en enårig, 5-40 centimeter høj plante i læbeblomst-familien. Den har spinkle, opstigende med fra grunden grenede stængler. Bladene er æg-, hjerte- eller nyreformede og rundtakkede eller håndlappede. Til forskel fra rød tvetand er de øvre blomsterkranses støtteblade ustilkede og stængelomfattende. Kronen er rødlig og 14-20 millimeter lang. Liden tvetand er udbredt i Europa, Nordafrika og Vestasien samt indslæbt til Nordamerika.
I Danmark er arten almindelig på agerjord, i vejkanter og ved bebyggelse. Den blomstrer i maj til oktober.